# Lenzerheide Open 2011
Il Lenzerheide Open 2011 è stato un torneo professionistico di tennis femminile giocato sulla terra rossa. È stata la 12ª edizione del torneo, che fa parte dell'ITF Women's Circuit nell'ambito dell'ITF Women's Circuit 2011. Si è giocato a Lenzerheide in Svizzera dal 20 al 26 giugno 2011.

## Partecipanti

### Teste di serie
| Nazionalità   | Giocatrice             | Ranking* | Testa di serie |
| ------------- | ---------------------- | -------- | -------------- |
| Svizzera      | Stefanie Vögele        | 152      | 1              |
| Germania      | Tatjana Maria          | 173      | 2              |
| Francia       | Claire Feuerstein      | 208      | 3              |
| Slovacchia    | Lenka Juríková         | 215      | 4              |
| Francia       | Anaïs Laurendon        | 228      | 5              |
| Italia        | Giulia Gatto-Monticone | 251      | 6              |
| Liechtenstein | Stephanie Vogt         | 270      | 7              |
| Austria       | Nikola Hofmanová       | 279      | 8              |

- Ranking al 13 giugno 2011.

### Altre partecipanti
Giocatrici che hanno ricevuto una wild card:
- Xenia Knoll
- Mateja Kraljevic
- Sarah Moundir
- Stefanie Vögele

Giocatrici che sono passate dalle qualificazioni:
- Belinda Bencic
- Cecilia Costa Melgar
- Samira Giger
- Daniela Seguel
- Sarah-Rebecca Sekulic
- Tess Sugnaux
- Romana Tabak
- Chihiro Takayama

## Campionesse

### Singolare
Ani Mijačika ha battuto in finale  Amra Sadiković con il punteggio di 6–3, 3–6, 6–3

### Doppio
Ani Mijačika /  Amra Sadiković hanno battuto in finale  Nikola Hofmanová /  Romana Tabak con il punteggio di 4–6, 6–2, [10–4]